# Хоторн (Пенсилванија)
Хоторн (енгл. Hawthorn) град је у америчкој савезној држави Пенсилванија.

## Демографија
По попису из 2010. године број становника је 494, што је 93 (-15,8%) становника мање него 2000. године.
| Група             | 2000.       | 2010.       |
| Белци             | 574 (97,8%) | 493 (99,8%) |
| Афроамериканци    | 8 (1,4%)    | 0 (0,0%)    |
| Азијати           | 0 (0,0%)    | 0 (0,0%)    |
| Хиспаноамериканци | 2 (0,3%)    | 0 (0,0%)    |
| Укупно            | 587         | 494         |